# Nyanser (musikalbum)
Nyanser är ett album som utkom 1982 med Lill-Nickes. Medverkande på inspelningen, Anders Jönsson: sång, gitarr och klaviatur, Dan Larsson: dragspel, bas, klaviatur och körsång, Stig-Olof Petersson:fiol, orgel och körsång, Bengt Svensson: trummor, Jan-Erik Mattsson: saxofon, gitarr, bas och körsång.

## Låtlista
Sida A
1. Nyanser (Rose-Marie Stråhle)
2. Minns att jag finns (M.Willson-Ingela Forsman)
3. Där björkarna susa (Viktor Sund/Oskar Merikanto)
4. Ålefeskarns vals (Bröderna Berlin)
5. Jag har hört om en stad (trad.)
6. En femöres kola (Alf Robertsson)
7. Jag har bott vid en landsväg i hela mitt liv (Alvar Kraft/C.H. Henry)

Sida B
1. Hälsa dem därhemma (Elit Warsing/Ch.Bengtsson)
2. Vid en liten fiskehamn (Jan Christer Eriksson)
3. En silverslant för dina tankar (Greenway/Monica Forsberg)
4. Sjömannen och stjärnan (Gösta Waldemar/Bror Karlsson)
5. Aloha Oe (trad.)
6. San Antonios ros (Bobb Wills/Jeico)
7. Sentimental Journey (Green Hamer)

Efter en tid gavs albumet ut på nytt, men då hade man tagot bort låt nr 7 på respektive sida och ersatt dem med
Sida A
7.En liten fågel (Ein Bisschen frieden) (Siegel-Meinungen-Monica Forsberg)
Sida B
7.Skomakar-Anton (Hasse Andersson)